# Castnia
Castnia é um gênero de traça pertencente à família Brachodidae.